# Balthasar Ranner

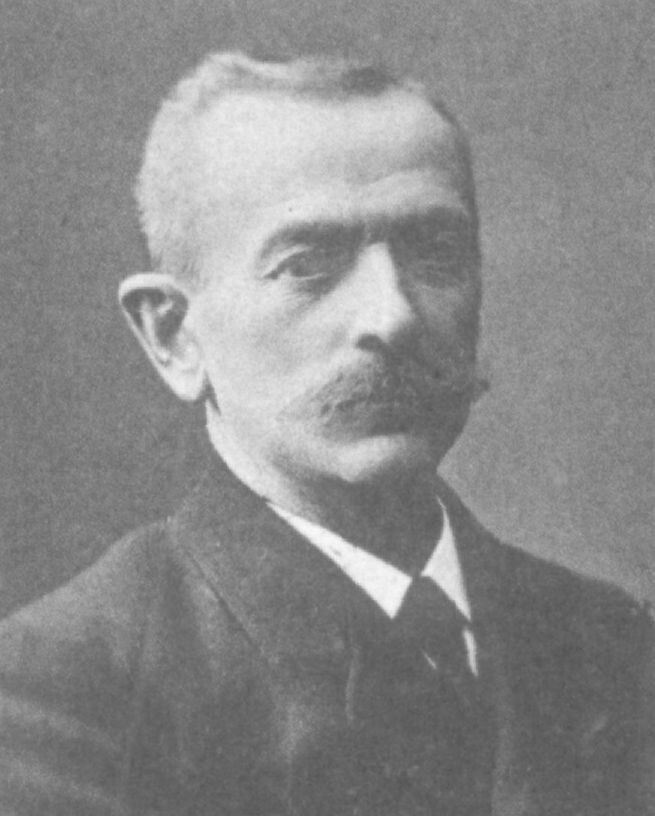
Balthasar Ranner als Reichstagsabgeordneter 1912

Balthasar Ranner (* 15. Mai 1852 in Aßlkofen; † 21. Juli 1920 in Ebersberg) war Landwirt und Mitglied des Deutschen Reichstags.

## Leben
Ranner besuchte die Volksschule in Ebersberg. In der Landwirtschaft tätig, übernahm er 1871 nach des Vaters Tode die Leitung des väterlichen Anwesens, welches 1886 in seinen Besitz überging. Er war Mitglied der heimatlichen Gemeindeverwaltung und des landwirtschaftlichen Bezirksausschusses.
Von 1899 bis 1907 war er Mitglied der Bayerischen Kammer der Abgeordneten und von 1898 bis 1918 war er Mitglied des Deutschen Reichstags für den Reichstagswahlkreis Oberbayern 7 (Rosenheim, Ebersberg, Miesbach, Tölz) und die Deutsche Zentrumspartei.